# ブランゲーネ (小惑星)
ブランゲーネ (606 Brangane) は、小惑星帯に位置する小惑星。ドイツの天文学者アウグスト・コプフがハイデルベルクで発見した。
リヒャルト・ワーグナーの楽劇『トリスタンとイゾルデ』の登場人物ブランゲーネにちなんで命名された。